# Pulitzer-Preis 1994
Der Pulitzer-Preis 1994 war die 78. Verleihung des US-amerikanischen Literaturpreises. Die Jury bestand aus 17 Personen unter dem Vorsitz von Russell Baker. Das „Pulitzer Prize Board“ vergab Preise für Arbeiten, die während des Kalenderjahres 1993 entstanden waren. 

## Bereich Journalismus(Journalism)
| Kategorie                                                  | Preisträger                                                                      | Begründung |
| ---------------------------------------------------------- | -------------------------------------------------------------------------------- | --- |
| Aktuelle Berichterstattung (Breaking News Reporting)       | Mitarbeiter von The New York Times                                               | Preis verliehen für seine umfassende Berichterstattung über den Bombenanschlag auf das World Trade Center in Manhattan.                                                                                    |
| Dienst an der Öffentlichkeit (Public Service)              | Akron Beacon Journal                                                             | Preis verliehen für seine umfassende Untersuchung lokaler Rasseneinstellungen und seine anschließenden Bemühungen, eine verbesserte Kommunikation in der Gemeinschaft zu fördern.                          |
| Investigativer Journalismus (Investigative Reporting)      | Mitarbeiter von The Providence Journal-Bulletin                                  | Preis verliehen für die gründliche Berichterstattung, die weit verbreitete Korruption im Gerichtssystem von Rhode Island aufdeckte.                                                                        |
| Hintergrundberichterstattung (Explanatory Journalism)      | Ronald Kotulak von der Chicago Tribune                                           | Preis verliehen für seine anschauliche Berichterstattung über aktuelle Entwicklungen in der neurologischen Wissenschaft.                                                                                   |
| Beat Reporting (Specialized Reporting)                     | Eric Freedman und Jim Mitzelfeld von The Detroit News                            | Preis verliehen für ihre hartnäckige Berichterstattung, die eklatante Ausgabenmissbräuche bei der Finanzbehörde des Repräsentantenhauses von Michigan aufdeckte.                                           |
| Kritik (Criticism)                                         | Lloyd Schwartz vom Boston Phoenix (einem wöchentlich erscheinenden Stadtmagazin) | Preis verliehen für seine kunstvollen und klangvollen Kritiken klassischer Musik. |
| Karikatur (Editorial Cartooning)                           | Michael P. Ramirez von The Commercial Appeal, Memphis                            | Preis verliehen für seine pointierten Cartoons zu zeitgenössischen Themen. |
| Leitartikel (Editorial Writing)                            | R. Bruce Dold von der Chicago Tribune                                            | Preis verliehen für seine Leitartikelserie, in der er die Ermordung eines dreijährigen Jungen durch seine missbräuchliche Mutter beklagt und das Kinderhilfesystem von Illinois anprangert.                |
| Kommentar (Commentary)                                     | William Raspberry von The Washington Post                                        | Preis verliehen für seine fesselnden Kommentare zu einer Vielzahl sozialer und politischer Themen. |
| Auslandsberichterstattung (International Reporting)        | Dallas Morning News Team von The Dallas Morning News                             | Preis verliehen für ihre Artikelserie, die die zunehmende Gewalt gegen Frauen in vielen Ländern untersucht.                                                                                                |
| Berichterstattung im Inland (National Reporting)           | Eileen Welsome von The Albuquerque Tribune                                       | Preis verliehen für Berichte, die die Erfahrungen von Amerikanern erzählen, die vor fast 50 Jahren unwissentlich in Strahlungsexperimenten der Regierung benutzt wurden.                                   |
| Feature Writing (Feature Writing)                          | Isabel Wilkerson von The New York Times                                          | Preis verliehen für ihr Porträt einer Viertklässlerin aus der South Side von Chicago und für zwei Geschichten, die über die Überschwemmung im Mittleren Westen von 1993 berichten.                         |
| Aktuelle Fotoberichterstattung (Breaking News Photography) | Paul Watson vom Toronto Star                                                     | Preis verliehen für sein in vielen amerikanischen Zeitungen veröffentlichtes Foto der Leiche eines US-Soldaten, der von einer Meute spöttischer Somalier durch die Straßen von Mogadischu geschleift wird. |
| Feature-Fotoberichterstattung (Feature Photography)        | Kevin Carter (freiberuflicher Fotograf)                                          | Preis verliehen für das erstmals in der New York Times veröffentlichte Bild The vulture and the little girl eines hungernden sudanesischen Kindes, in dessen Nähe ein Geier sitzt.                         |

## Bereich Literatur, Theater und Musik(Books, Drama & Music)
| Kategorie                                                   | Preisträger |
| ----------------------------------------------------------- | --- |
| Geschichte (History)                                        | Kein Preis vergeben |
| Belletristik (Fiction)                                      | The Shipping News (deutscher Titel: Schiffsmeldungen) von E. Annie Proulx (Charles Scribners Sons)                                                                                      |
| Sachbuch (General Nonfiction)                               | Lenin’s Tomb: The Last Days of the Soviet Empire von David Remnick (Random House) |
| Musik (Music)                                               | Of Reminiscences and Reflections von Gunther Schuller (Associated Music Publishers) Uraufgeführt am 2. Dezember 1993 in Louisville. Aufgeführt und im Auftrag des Louisville Orchestra. |
| Dichtung (Poetry)                                           | Neon Vernacular: New and Selected Poems von Yusef Komunyakaa (Wesleyan University Press)                                                                                                |
| Theater (Drama)                                             | Three Tall Women (deutscher Titel: Drei große Frauen) von Edward Albee (Dutton) |
| Biographie oder Autobiographie (Biography or Autobiography) | W.E.B. Du Bois: Biography of a Race 1868-1919 von David Levering Lewis (Henry Holt) |